# Rue d'Aligre
La rue d’Aligre est une voie au cœur du quartier d'Aligre, dans le 12e arrondissement de Paris, en France.

## Situation et accès
La rue d'Aligre est limitée à ses extrémités par la rue de Charenton et la rue du Faubourg-Saint-Antoine. En son milieu se trouve la place d'Aligre, et elle est coupée au nord par la rue Crozatier.

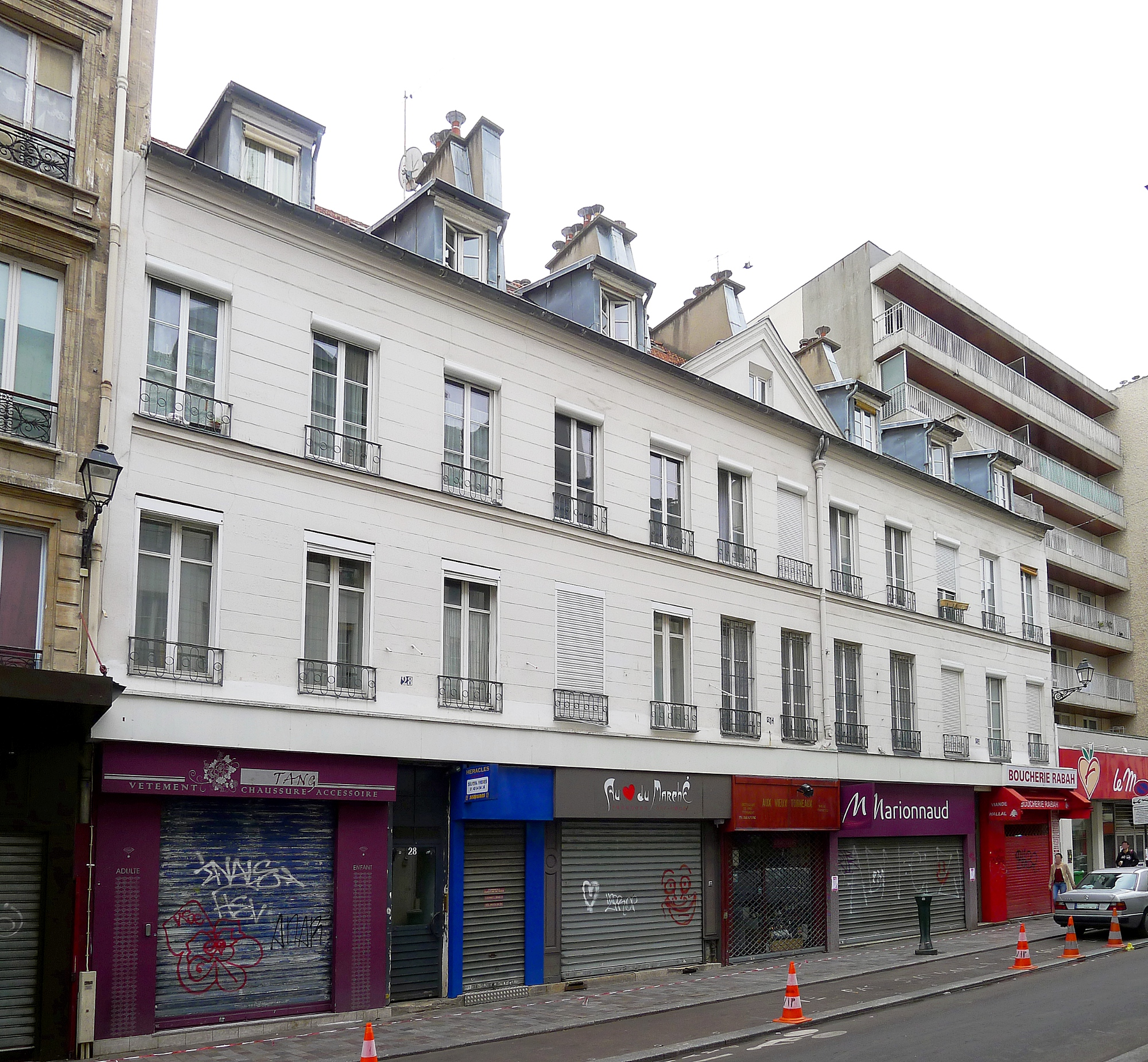
Immeuble des nos 24-26-28.
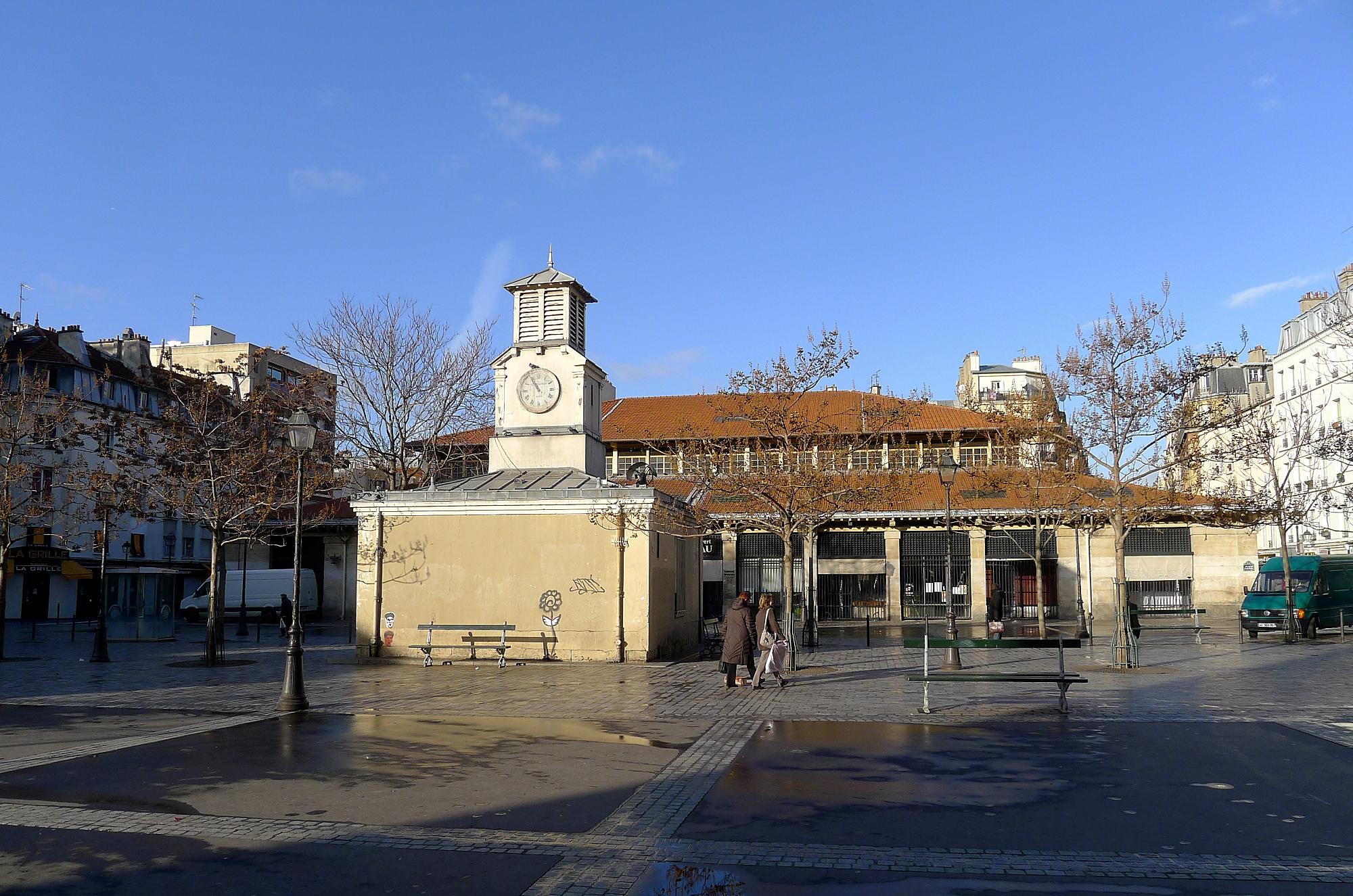
Place d'Aligre avec la Petite Mairie et, en arrière-plan, le marché Beauvau ; la rue d'Aligre passe entre les deux bâtiments.

Dans cette rue se déroule tous les matins sauf le lundi, le marché d'Aligre, avec en son milieu, sur la place d'Aligre, le marché Beauvau, marché couvert.

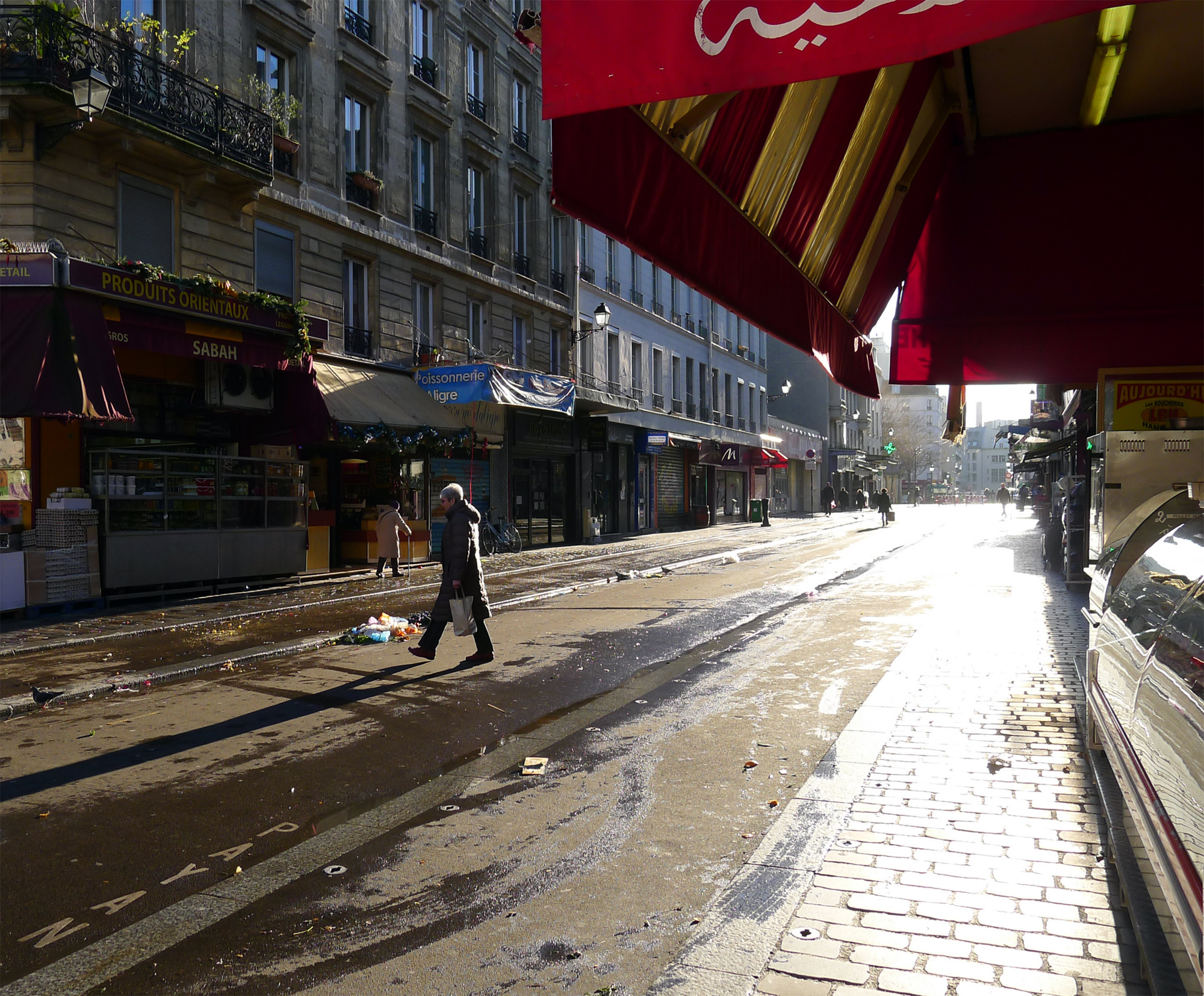
Après le marché.
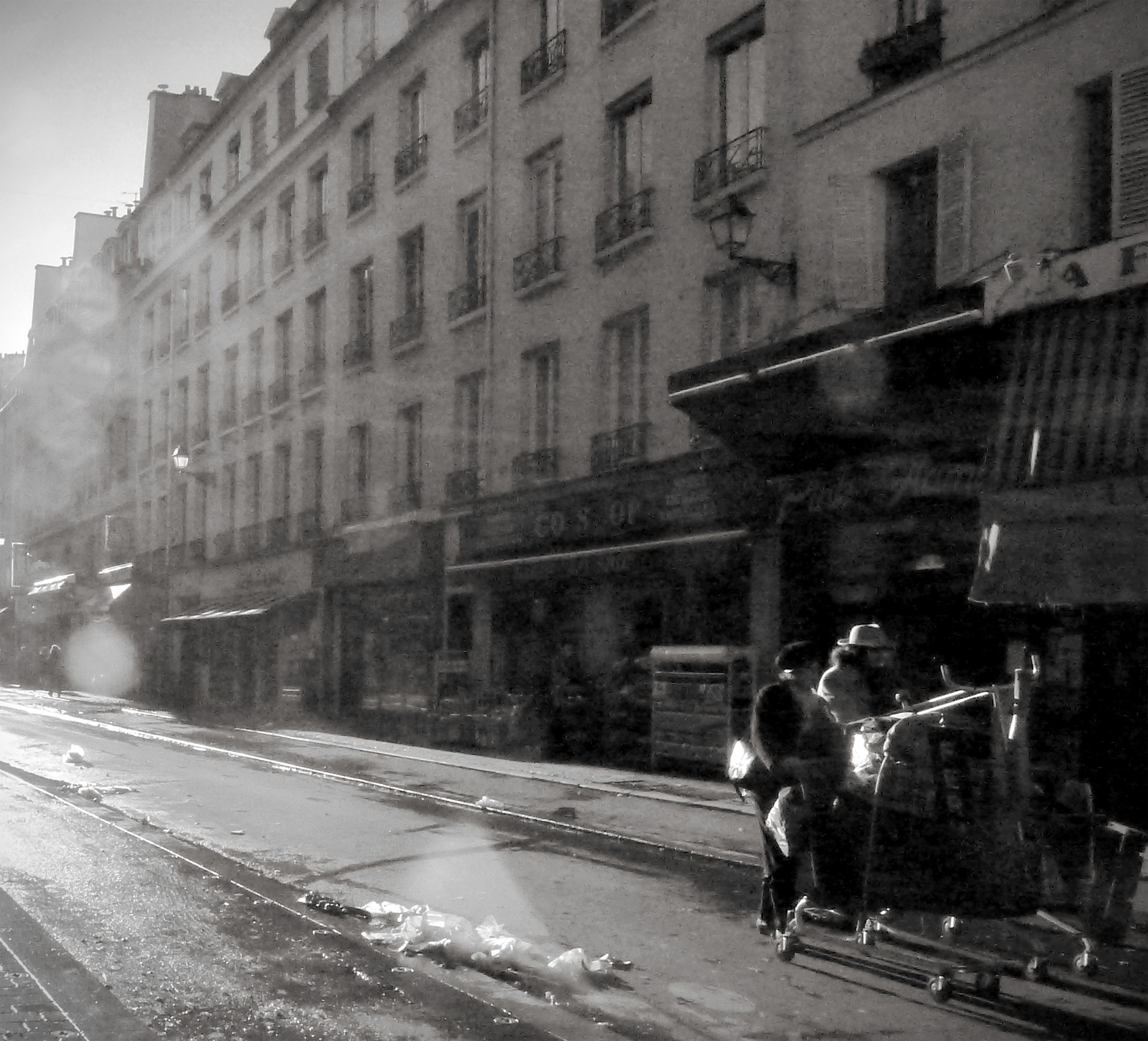
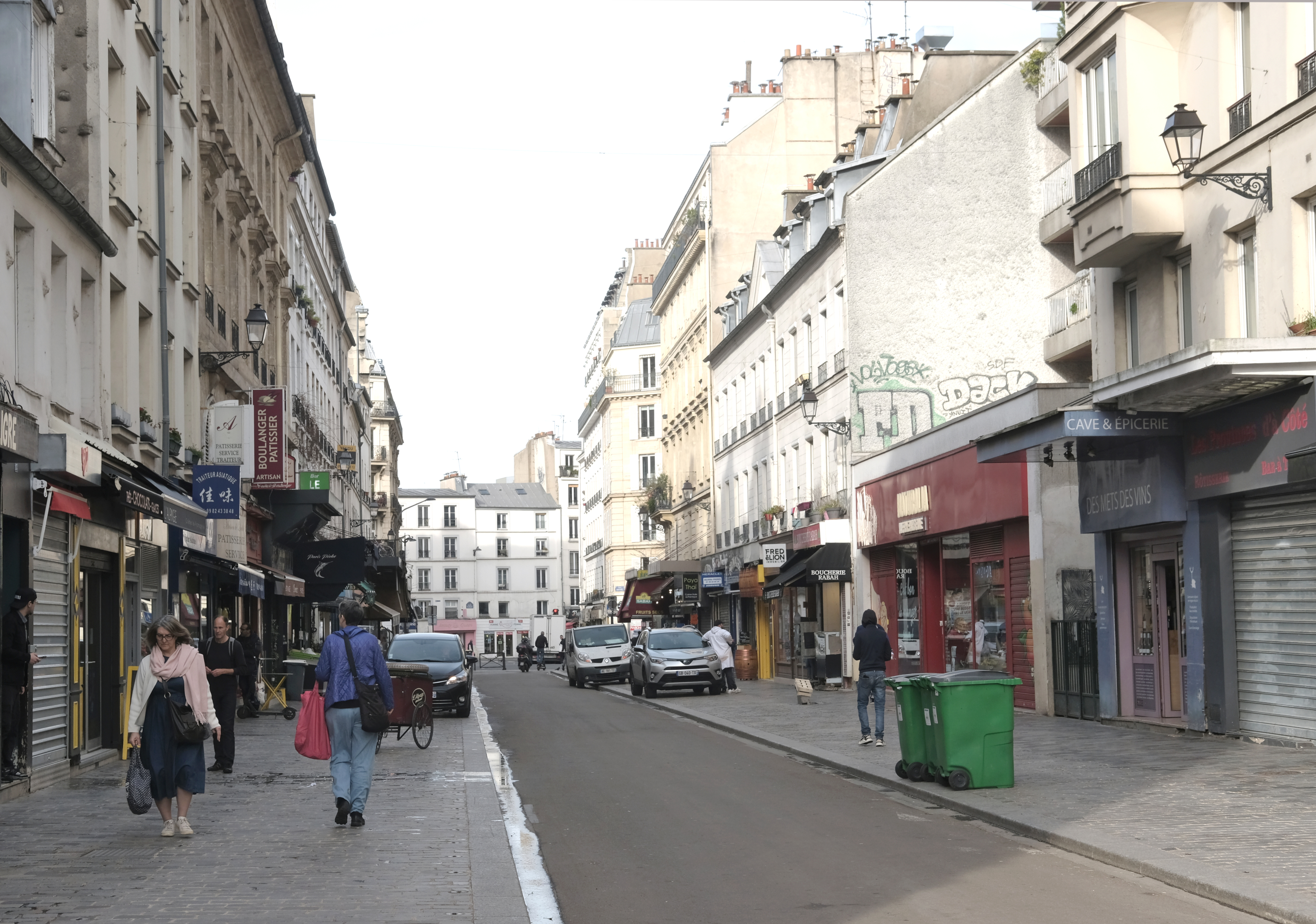
La rue d'Aligre un lundi matin (jour de fermeture du marché).

## Origine du nom
Le nom de la rue fait référence à Étienne François d'Aligre (1727-1798), qui était premier président du Parlement de Paris lorsque fut bâti le marché auquel aboutit cette voie.

## Historique
En 1778 sont ouvertes sur les dépendances de l'abbaye Saint-Antoine-des-Champs deux rues, autorisées par lettres-patentes du 17 février 1777 :
- la rue d'Aligre entre la rue de Charenton et la place du marché Beauvau (place d'Aligre)[3] ;
- la rue Lenoir-Saint-Antoine entre la place du marché Beauvau et la rue du Faubourg-Saint-Antoine[4].

Plus précisément, d'après Jacques Hillairet l'historien des rues de Paris, cette première rue d'Aligre (de la rue de Charenton à la place d'Aligre) faisait partie d'un ensemble de cinq rues ouvertes  en 1778 par le Sieur de Cerville pour desservir les abords du marché Beauvau-Saint-Antoine.
Un arrêté du 2 avril 1868 réunit les deux voies sous le nom de « rue d'Aligre ».

## Bâtiments remarquables et lieux de mémoire
- Nos 3-5 : maison des Ensembles[7], gérée par la Ligue de l'enseignement : lieu de culture, d'animation ; locaux pour les associations ; labo numérique. Bâtiment construit sur les plans de l'architecte Renato Filippini, maître-d'ouvrage : Ville de Paris, division du patrimoine et de l'architecture.

La maison des Ensembles